# 穆德 (科爾伯特縣)
穆德（英語：Maud）是一個位於美國阿拉巴馬州科爾伯特縣的非建制地區。該地的面積和人口皆未知。

## 地理
穆德的座標為34°38′35″N 88°06′35″W / 34.64305°N 88.10972°W，而該地最高點為海拔高度168米（即551英尺）。